# Heinrich von Foullon-Norbeeck
Heinrich von Foullon-Norbeeck (Gaaden, 12 luglio 1850 – Guadalcanal, 10 agosto 1896) è stato un geologo austriaco.
Fu ucciso durante una spedizione di ricerca da alcuni abitanti dell'isola di Guadalcanal, assieme ad un ufficiale ed alcuni marinai della nave Albatros.